# Stanisław Fołtyn
Stanisław Jakub Fołtyn (ur. 25 lipca 1936 w Warszawie, zm. 8 marca 2003 tamże), polski piłkarz, bramkarz. Długoletni zawodnik warszawskiej Legii.
W pierwszym zespole Legii debiutował już jako nastolatek w 1953. Stałe miejsce w bramce warszawskiego zespołu wywalczył dopiero pod koniec lat 50. W składzie Legii znajdował się do 1969, jednak ostatni ligowy mecz rozegrał w 1966. Dwukrotnie triumfował w Pucharze Polski (1964, 1966). Grał także w Stanach Zjednoczonych oraz Ursusie Warszawa.
W reprezentacji debiutował 28 września 1960 w meczu z Francją, ostatni raz zagrał w 1964. Łącznie w biało-czerwonych barwach rozegrał 4 spotkania.